# Бакальское месторождение
Бака́льская гру́ппа железору́дных месторожде́ний находится в Саткинском районе Челябинской области, открыта в 1757 году. Разрабатывается Бакальским рудоуправлением со штаб-квартирой в городе Бакале.

## Геоморфизм
Бакальское рудное поле сложено бакальской и саткинской свитами. Последняя сложена доломитами, мергелями, известково-глинистыми сланцами и известняками. Бакальская свита делится на две подсвиты, нижняя из которых сложена сланцами и песчаниками, а верхняя рудоносная расчленена на 10 пачек и представлена чередованием известняков, доломитов и сланцевых пород. Пластообразные пачки карбонатных пород вмещают сидериты и бурые железняки. Магматические породы рудного поля представлены дайками диабазов и габбро-диабазов.
Рудное поле разделено на серии блоков разных размеров, смещённых друг относительно друга по тектоническим разломам на сотни метров. В составе Бакальской группы месторождений выделяют более 200 отдельных рудных тел разной формы, наиболее крупные из которых представлены пластообразными залежами площадью 1,5—2 км² при мощности в 80 м.
Три антиклинальные складки слагают в районе невысокие горы Буландиху, Шуйду и Иркускан.

## Характеристика

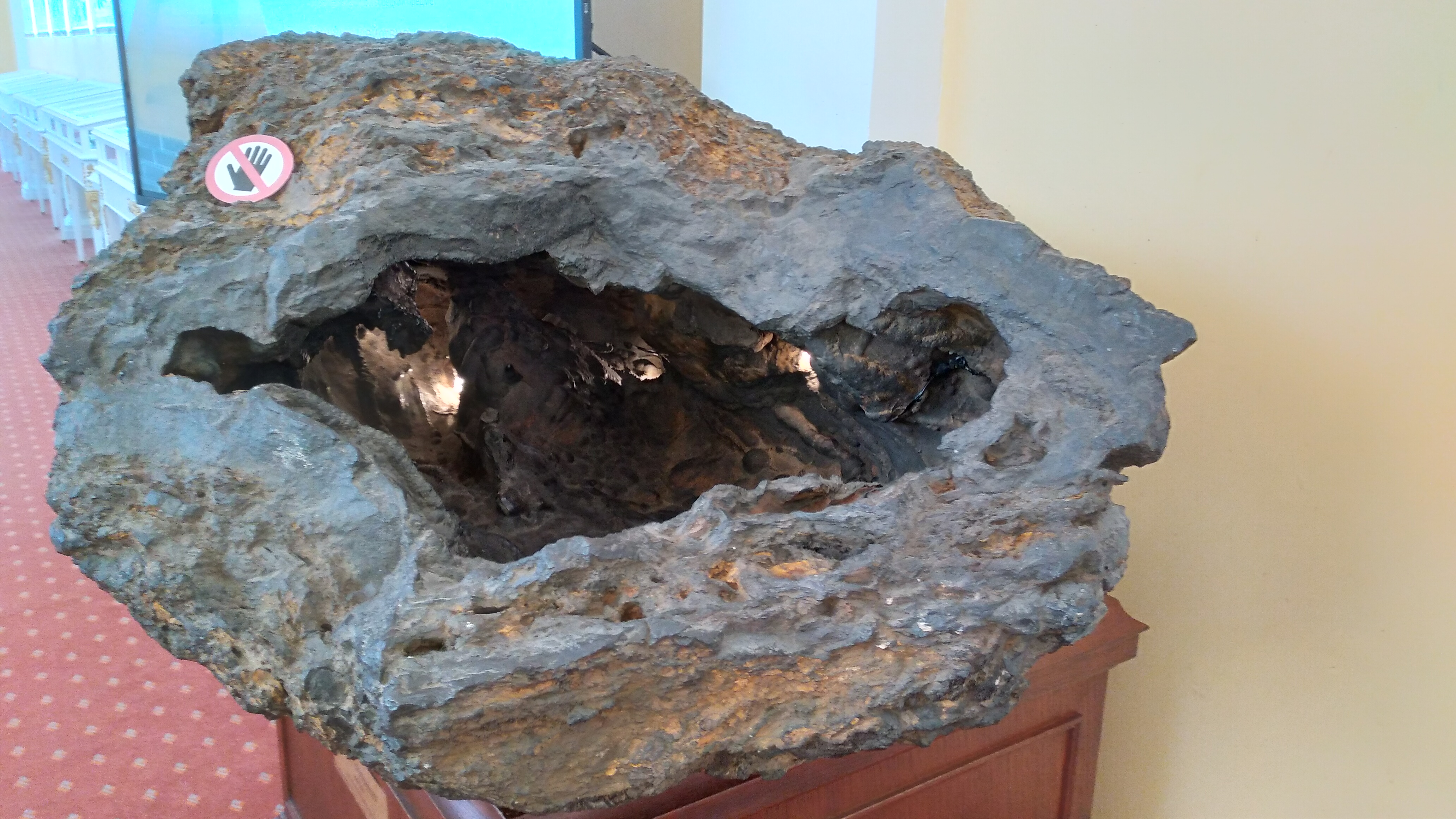
Жеода гётита Бакальского месторождения, Горный музей СПбГУ

Бакальская группа представлена 24 железорудными месторождениями в северо-восточной части Башкирского антиклинория, на крыльях Бакальской синклинали на общей площади около 150 км². Географически расположена в верховьях Бакала, в 65 км к юго-западу от Златоуста. В разные периоды разрабатывались Шиханское, Петлинское, Иркусканское, Буландихинское месторождения, месторождение им. ОГПУ и другие. Рудное поле сложено осадочно-метаморфическими породами верхнего протерозоя.
Руды характеризуются высоким (до 50—60 %) содержанием железа и исключительно малым содержанием серы и фосфора. Наличие оксида марганца в количестве до 3 % делает руду природнолегированной и легкоплавкой. Основными рудными минералами месторождений являются сидероплезит и пистомезит, составляя 80—95 % рудной массы. Остальная часть представлена доломитом, анкеритом и баритом с небольшими количествами пирита, халькопирита, гематита, галенита и сфалерита. Окисленные руды сложены гидрогётитом и гидрогематитом. Резкое изменение содержания железа на контакте сидерита и доломита благоприятствует разработке месторождений. По совокупности факторов бакальские руды считались уникальными с точки зрения металлургических свойств и не имели аналогов в России.
По состоянию на 1911 год запасы месторождений оценивались в 26 млн т. В 1970-х годах запасы по категориям А + В + С1 оценивались в 585 млн т, по категориям А + В + С1 + С2 — в 1,2 млрд т. В 1981 году запасы руды с содержанием железа 29—46 % оценивались в 620 млн. т.
Рудные тела простираются на 100—3500 м с падением до 400 м. Мощность тел изменяется от 3—5 до 120 м, составляя в среднем 20—40 м. До глубины 100 м руда представлена лимонитом и турьитом, а ниже этой отметки — сидеритами с примесями кварца, пирита, халькопирита, галенита и барита. Наибольшую металлургическую ценность представляют лимонитовые руды с содержанием железа более 53 %.

## Разработка
До глубины 150—300 м месторождения разрабатывались открытым способом, ниже этой отметки — подземным способом. Подземная добыча включала в себя вскрытие залежей двумя вспомогательными, двумя вентиляционными и наклонным стволом с конвейером для выдачи руды. С 1979 года на месторождении применялась камерная система разработки с высотой камер 20—30 м. На открытых рудниках применяется схема вскрытия внутренними групповыми и одинарными полутраншеями с использованием экскаваторов. Высота рудного уступа составляла 10 м, вскрышного — до 20 м.
На открытых рудниках использовалась комбинированная схема откатки с применением автосамосвалов на нижних горизонтах карьеров м электровозов на верхних горизонтах и отвалах. Объём добычи железных руд в 1980 году составил 4,4 млн т, в том числе 3,5 млн т сидеритов. В 1990 году Бакальским рудоуправлением было добыто 4,6 млн т руды, в том числе 3,3 млн т открытым способом; в 1999 году — 1,5 и 1,2 млн т соответственно. Переработка руды заключается в её обогащении методами магнитной сепарации и последующей агломерации концентрата. Содержание железа в концентрате составляло 48,5 %, в агломерате — 42 %. Объём выпуска концентрата в 1990 году составил 0,8 млн т, агломерата — 2,1; в 1999 году предприятие выпускало только агломерат в количестве 0,9 млн т. Побочным продуктом переработки является кварцит, используемый для производства ферросилиция.
В 2005 году объём добычи руды составил 1,4 млн т, в том числе 1 млн т открытым способом, в 2006 году — 1,8 и 1,2 млн т соответственно. Среднее содержание железа в руде в этот период составило 31,4—31,5 %.